# 益子天王塚古墳
益子天王塚古墳（ましこてんのうづかこふん、荒久台1号墳）は、栃木県芳賀郡益子町益子にある古墳。形状は前方後円墳。荒久台古墳群（あらくだいこふんぐん）を構成する古墳の1つ。益子町指定史跡に指定されている（指定名称は「天王塚古墳」）。

## 概要
栃木県南東部、八溝山地西端の丘陵上（標高約111メートル）に築造された古墳である。丘陵上には古墳28基（前方後円墳1基（本古墳）・円墳28基、現存18基）が分布して荒久台古墳群を形成し、本古墳はその主墳になる。1954-1955年（昭和29-30年）に調査が実施されている。
墳形は前方後円形で、前方部を西南西方向に向ける。墳丘外表では葺石のほか、円筒埴輪列（朝顔形埴輪含む）・形象埴輪（家形・人物・馬形・鶏形・鈴形埴輪など）が認められる。また墳丘周囲には周溝が巡らされる。埋葬施設は後円部における両袖式の横穴式石室で、南方向に開口する。石室内の調査では、副葬品として銅鏡・装飾付大刀のほか装身具・大刀・甲冑・馬具など多数が検出されている。質・量とも優れた資料群であり、保存状態も良好であるとして注目される。
築造時期は、古墳時代後期の6世紀後半頃と推定される。豊富な優品を副葬品とする点で特色を示し、栃木県における後期古墳の代表例として重要視される古墳になる。
古墳域は1973年（昭和48年）に益子町指定史跡に指定されている。

## 遺跡歴
- 1954-1955年（昭和29-30年）
  - 発掘調査：計3次（滝口宏ら早稲田大学考古学研究室）[1]。
  - 墳丘・周溝・石室実測調査（久保哲三ら宇都宮大学考古学研究会・益子町教育委員会、1956年に概要報告）[1]。
- 1973年（昭和48年）2月7日、益子町指定史跡に指定[4]。
- 1982年（昭和57年）、石室東壁の一部補修（益子町教育委員会）[1]。
- 1987年（昭和62年）、『益子町史』第1巻で調査概要・出土資料の公表[1]。

## 墳丘
墳丘の規模は次の通り。
- 墳丘長：43メートル
- 後円部
  - 直径：約21メートル
  - 高さ：約3メートル
- 前方部
  - 幅：約26メートル
  - 高さ：約2.2メートル

墳丘外表では、墳裾から幅3メートルの範囲で扁平な山石を用いた葺石が施される。葺石の上下には3メートルに5本程度の割合（一定間隔ではない）の円筒埴輪列が認められ、北側くびれ部付近では朝顔形埴輪、後円部墳頂では家形埴輪2個体、前方部墳頂付近では人物・馬形埴輪、前方部周溝では鶏形・馬形・鈴形埴輪が出土している。また南側くびれ部前方部寄りの円筒埴輪列の間では底部穿孔のない土師器壺が検出されている。
墳丘周囲には墳丘と同形態で幅4-5メートルの周溝が巡らされる。

## 埋葬施設

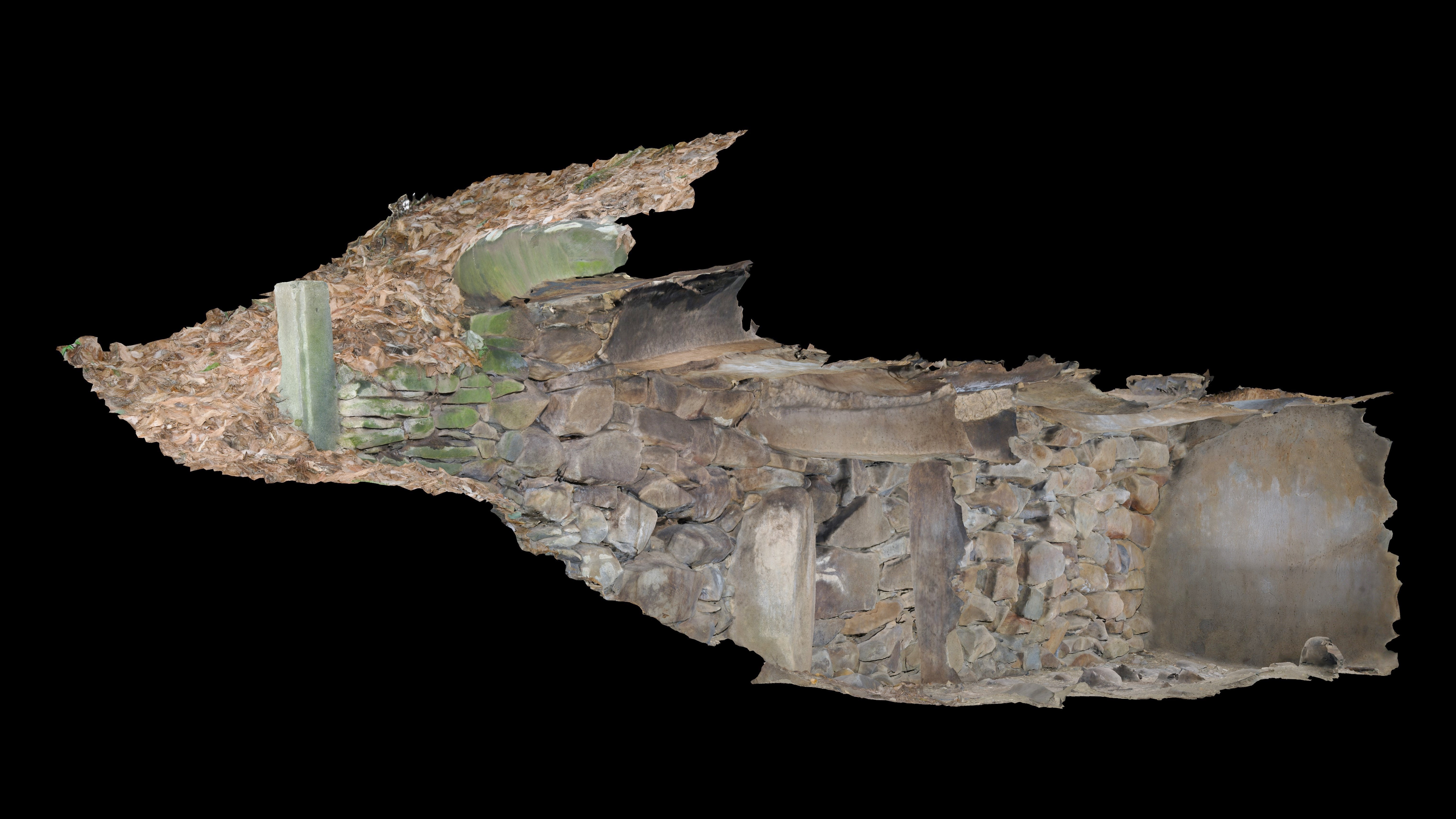
石室パース図

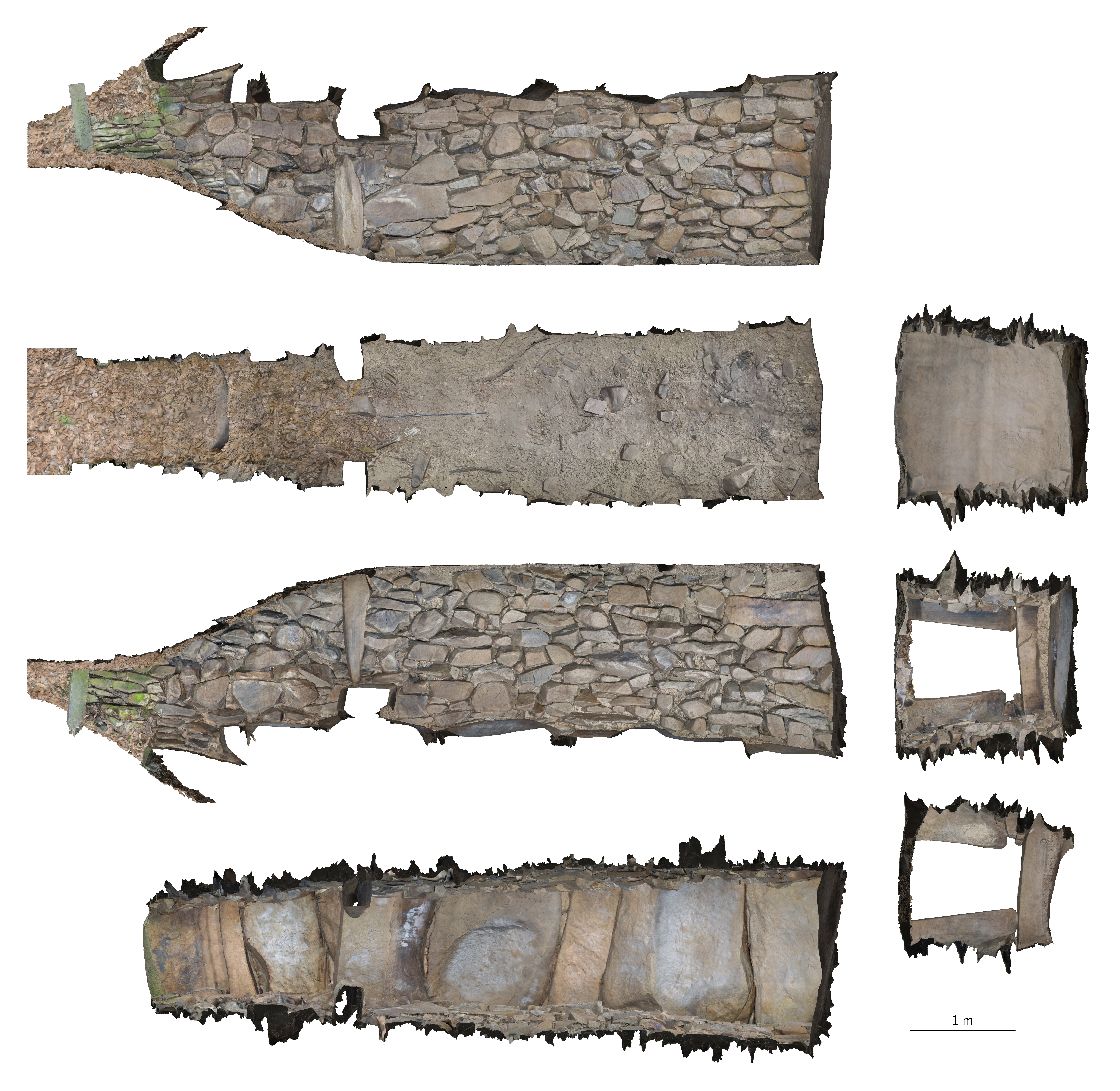
石室展開図

埋葬施設としては後円部において両袖式横穴式石室が構築されており、墳丘主軸に直交して南方向に開口する。石室の規模は次の通り。
- 石室全長：6.85メートル
- 玄室：長さ4.55メートル、幅1.57メートル（中央）、高さ1.61メートル
- 羨道：長さ2.30メートル

石室の石材は硬砂岩で、玄室は割石の小口積みによって構築される。奥壁は1枚石。床面には小砂利を厚さ10センチメートル敷いた上に、薄い板石を並べる。天井石は8石（墳頂下2.2メートル）で、その上を厚さ約20センチメートルの粘土で屋根形に被覆する。玄室と玄門の間では、2本の玄門柱・楣石によって幅0.6メートルの玄門を形成する。羨道は2段構造で、下段の床面は玄室と同じ高さであるが、上段は0.85メートル上の高さであり、上段部分が閉塞部となる。閉塞部は、羨道上段・下段の境に板石を立て、上段側に川原石を75個積んで隙間を粘土で目張りし、羨門部を粘土・鹿沼土で密封して形成する。

俯瞰図
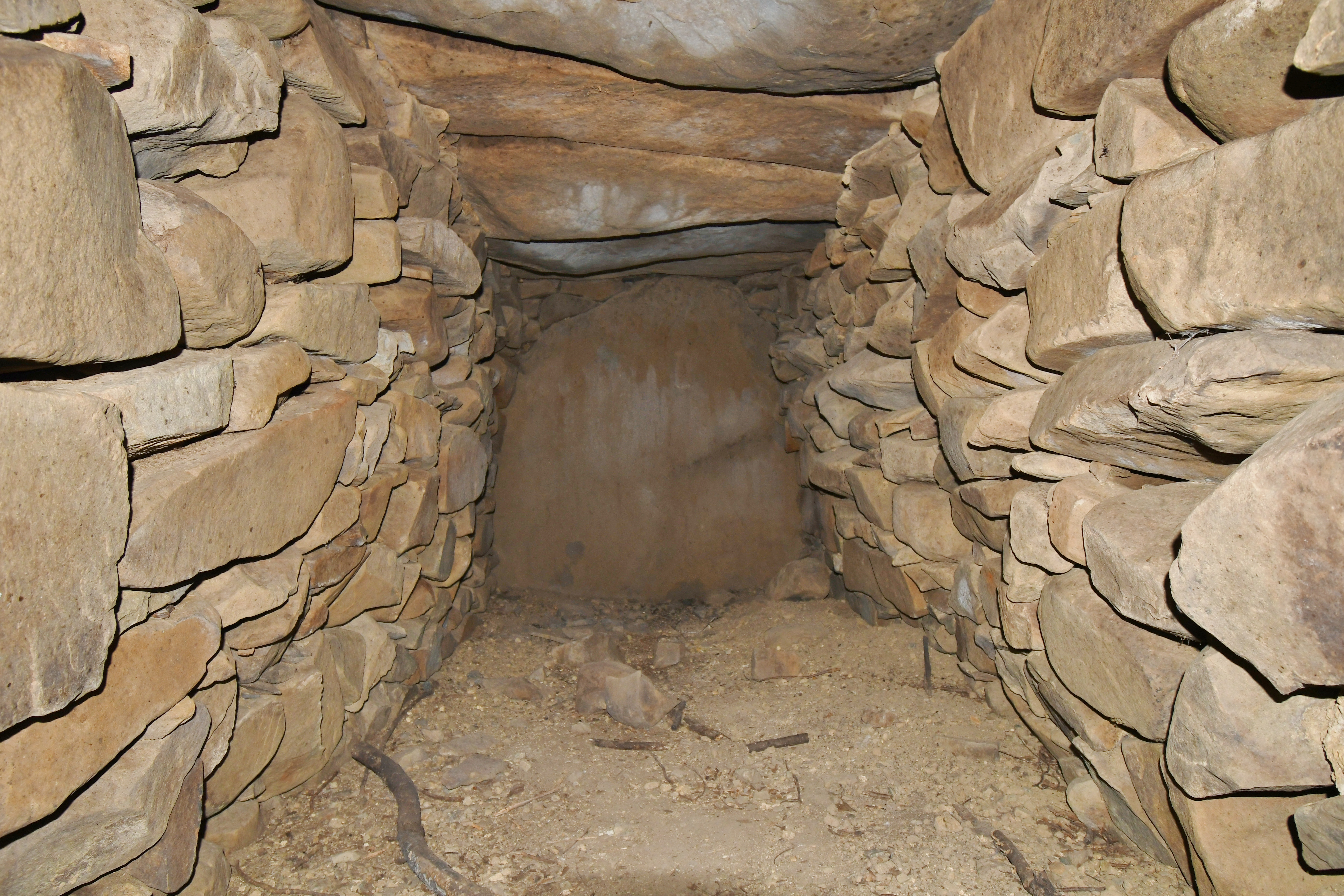
玄室（奥壁方向）
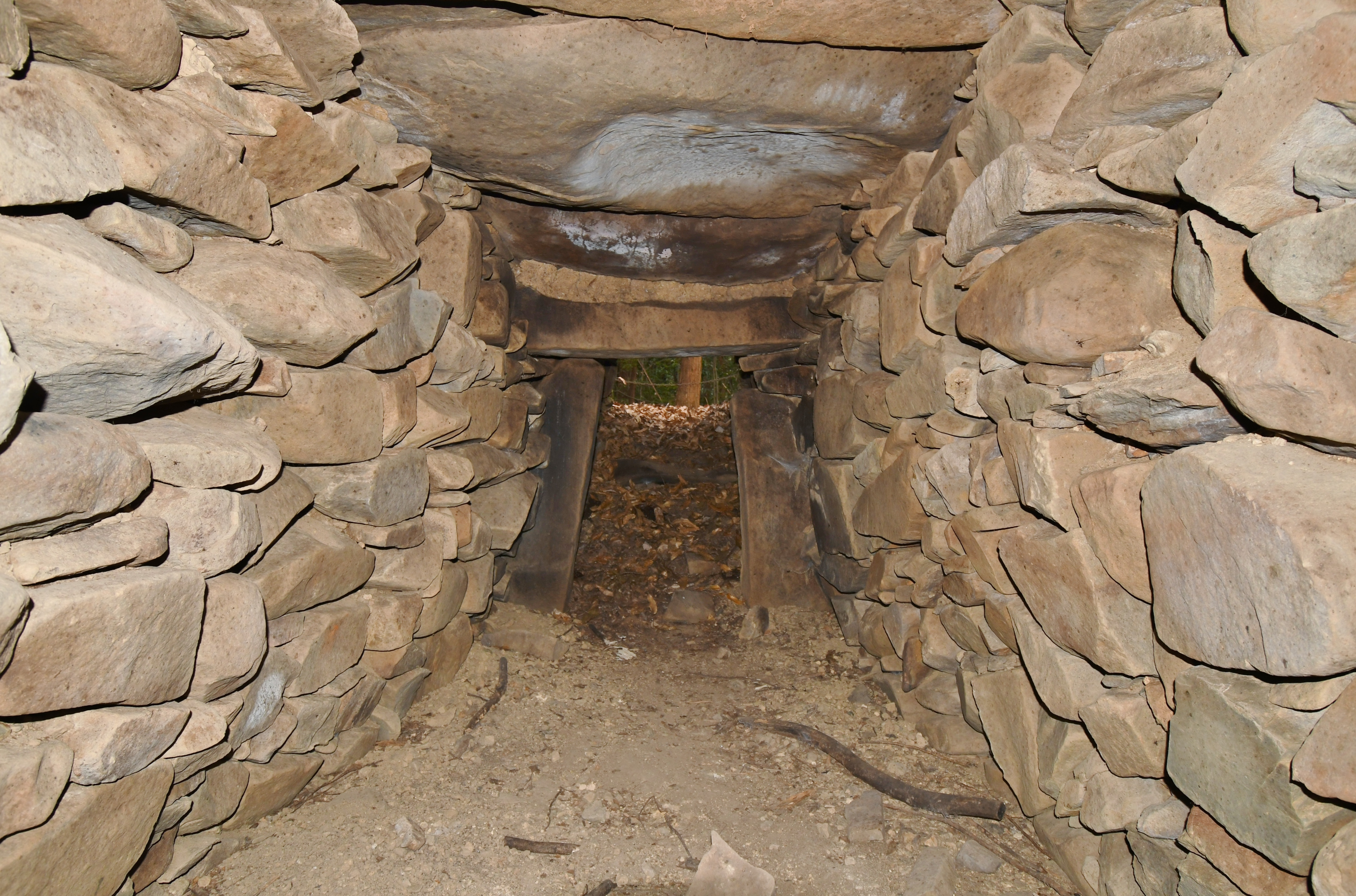
玄室（開口部方向）
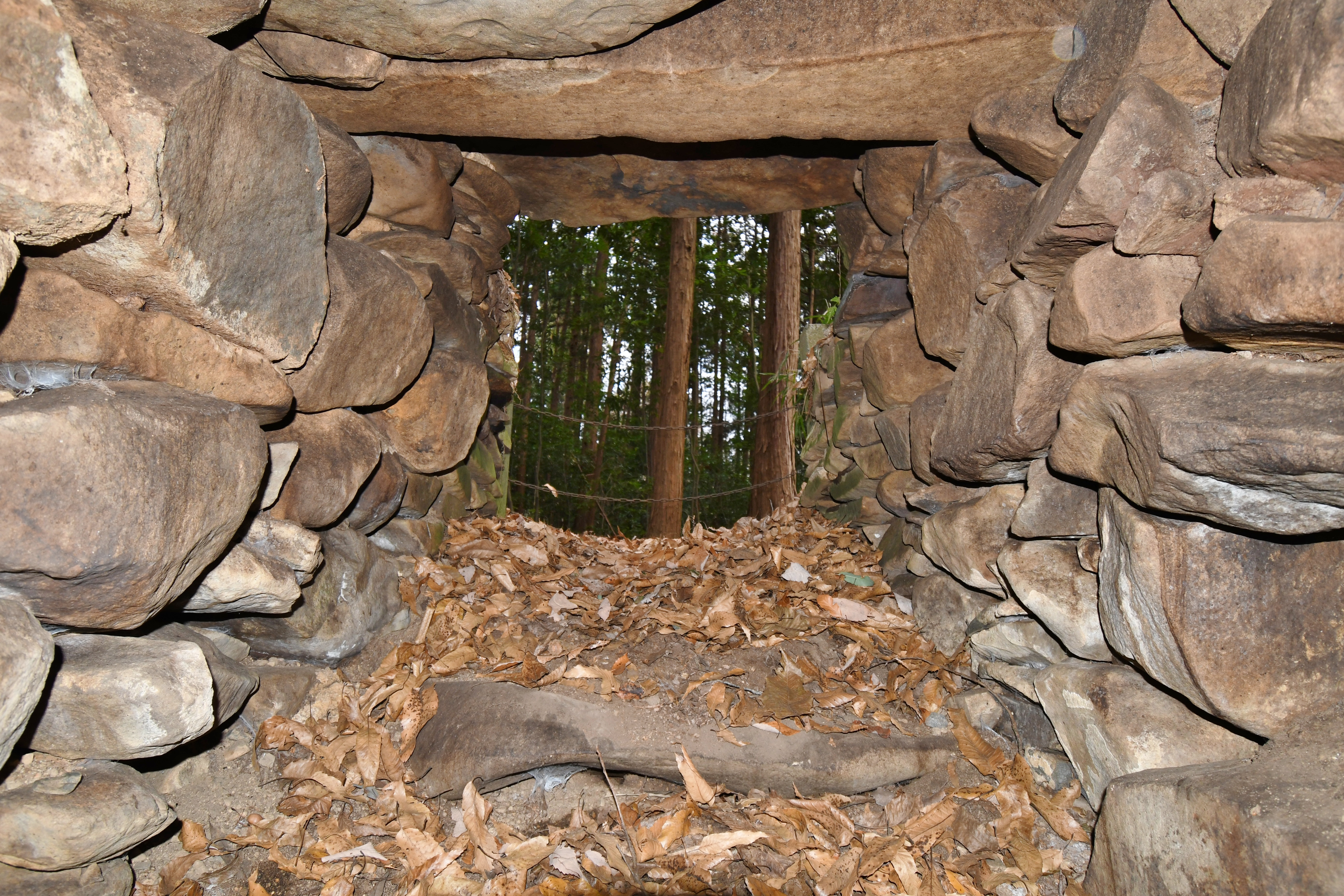
羨道（開口部方向）
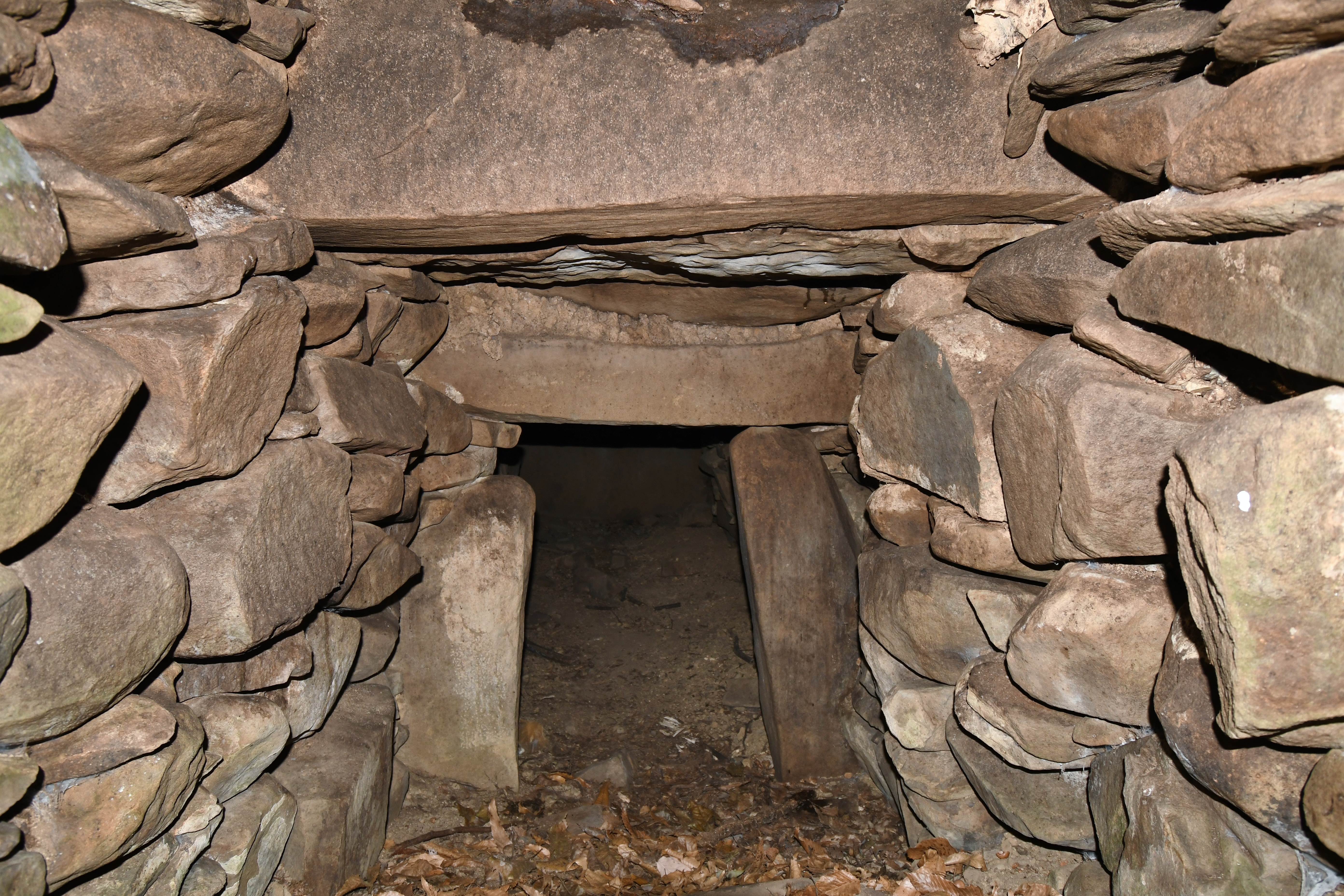
羨道（玄室方向）
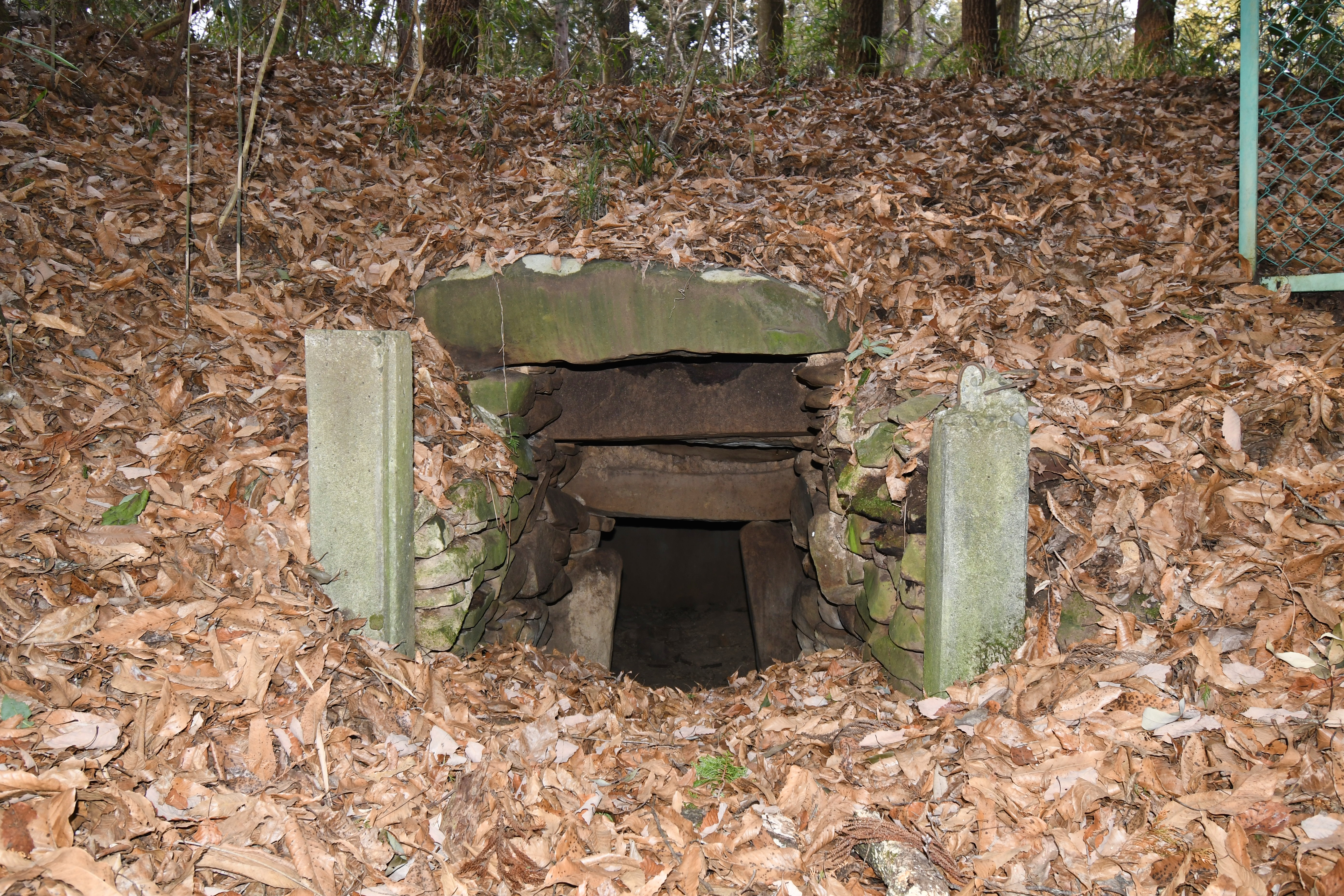
開口部

## 出土品

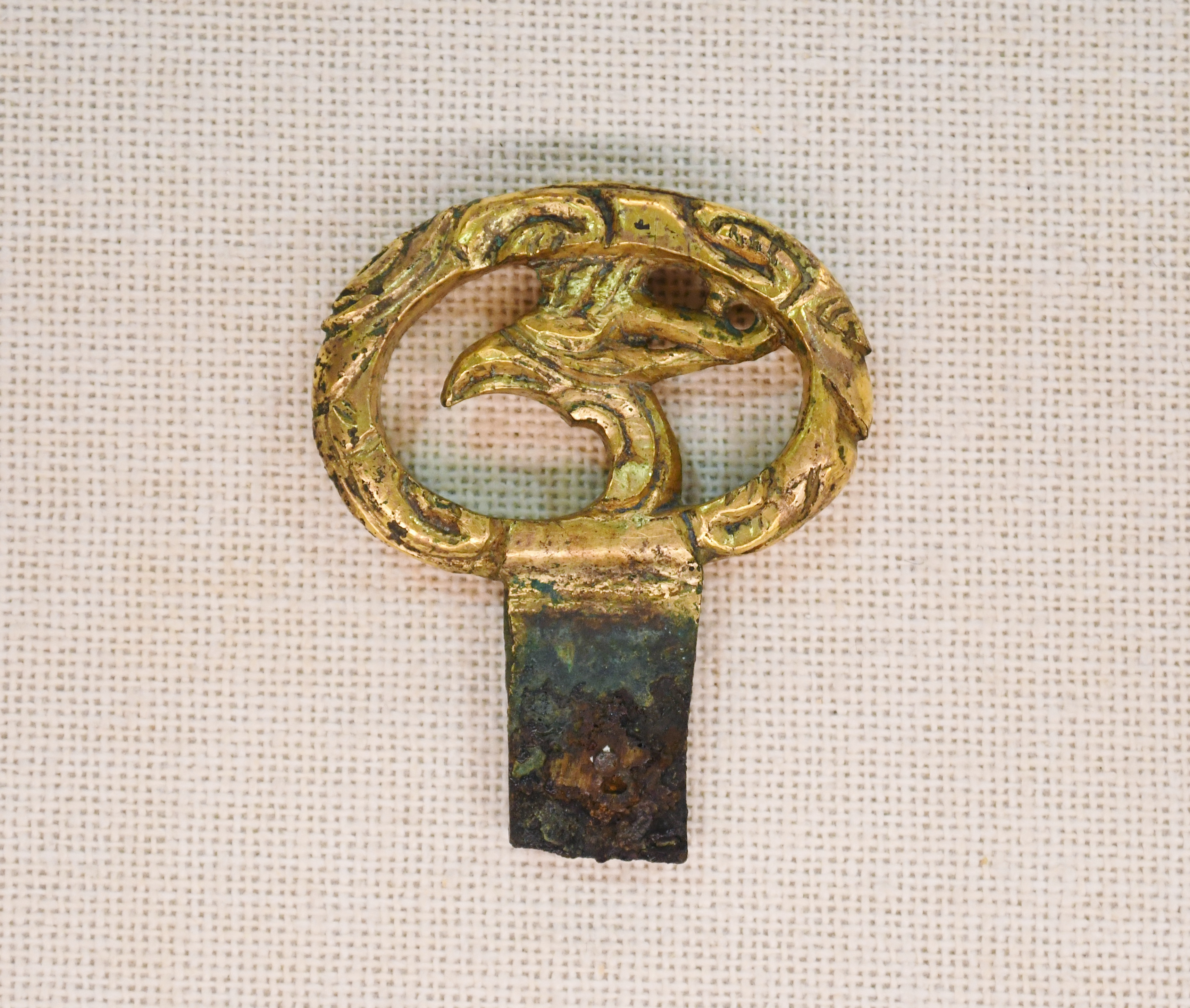
単鳳環頭大刀柄頭早稲田大学會津八一記念博物館展示（他画像も同様）。

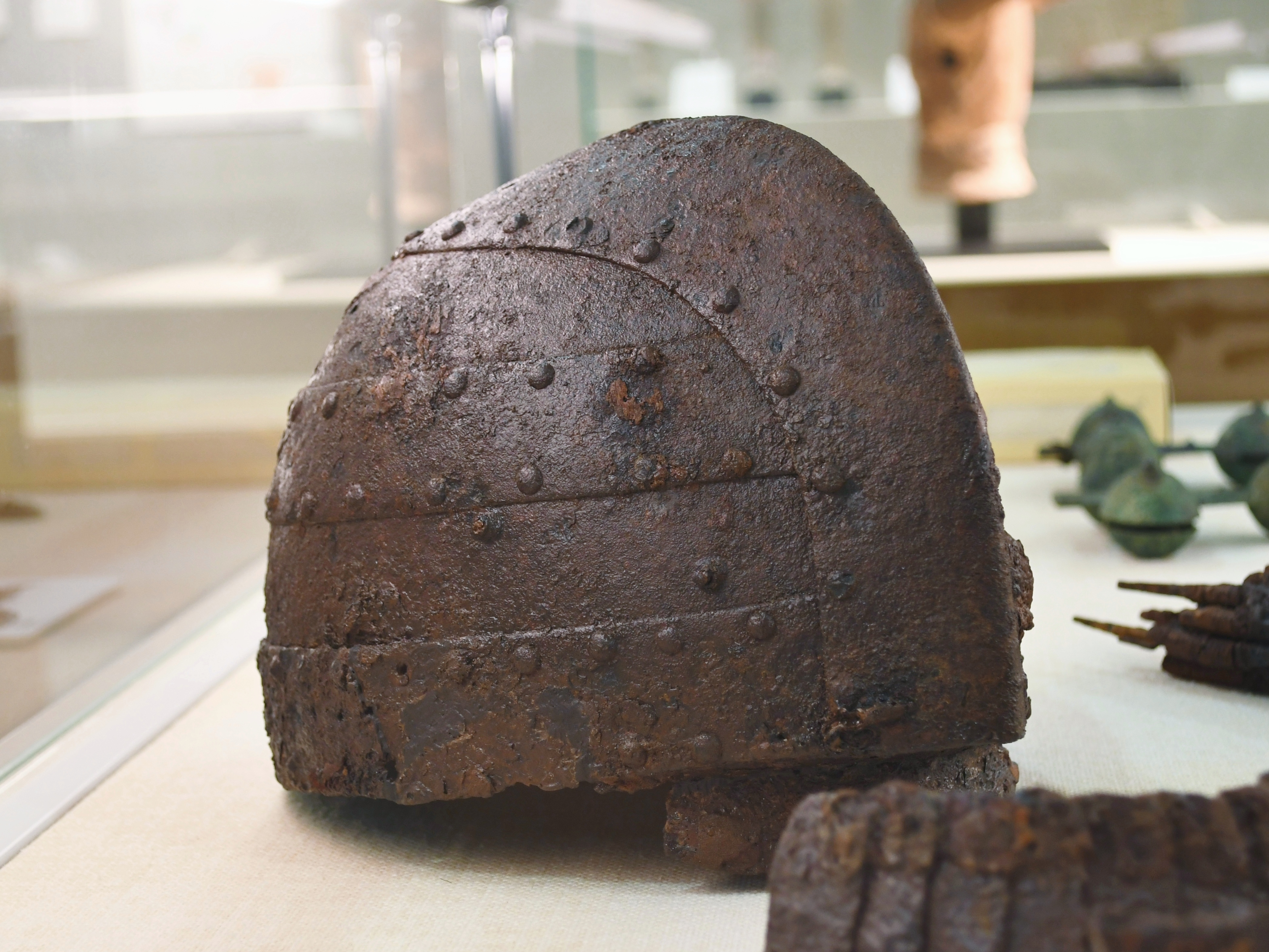
衝角付冑

1954-1955年（昭和29-30年）の調査で石室内から検出された副葬品は次の通り。
- 銅鏡 1 - 仿製六獣鏡（直径13.8センチメートル）。
- 木棺金具 2
- 装身具
  - 金環
  - 琥珀製勾玉 1
  - 滑石製管玉 1
  - ガラス製小玉 約100

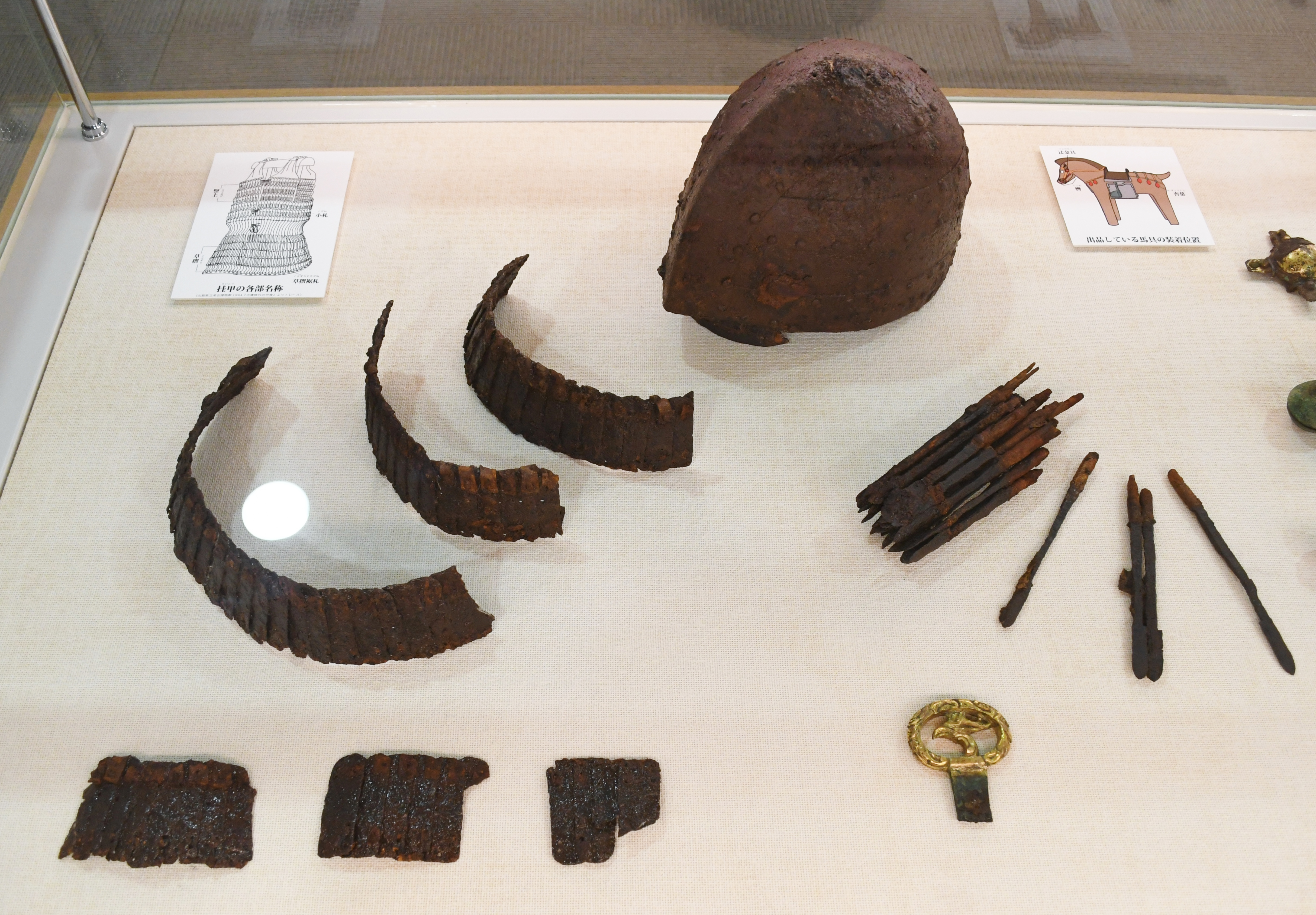
武器・武具類
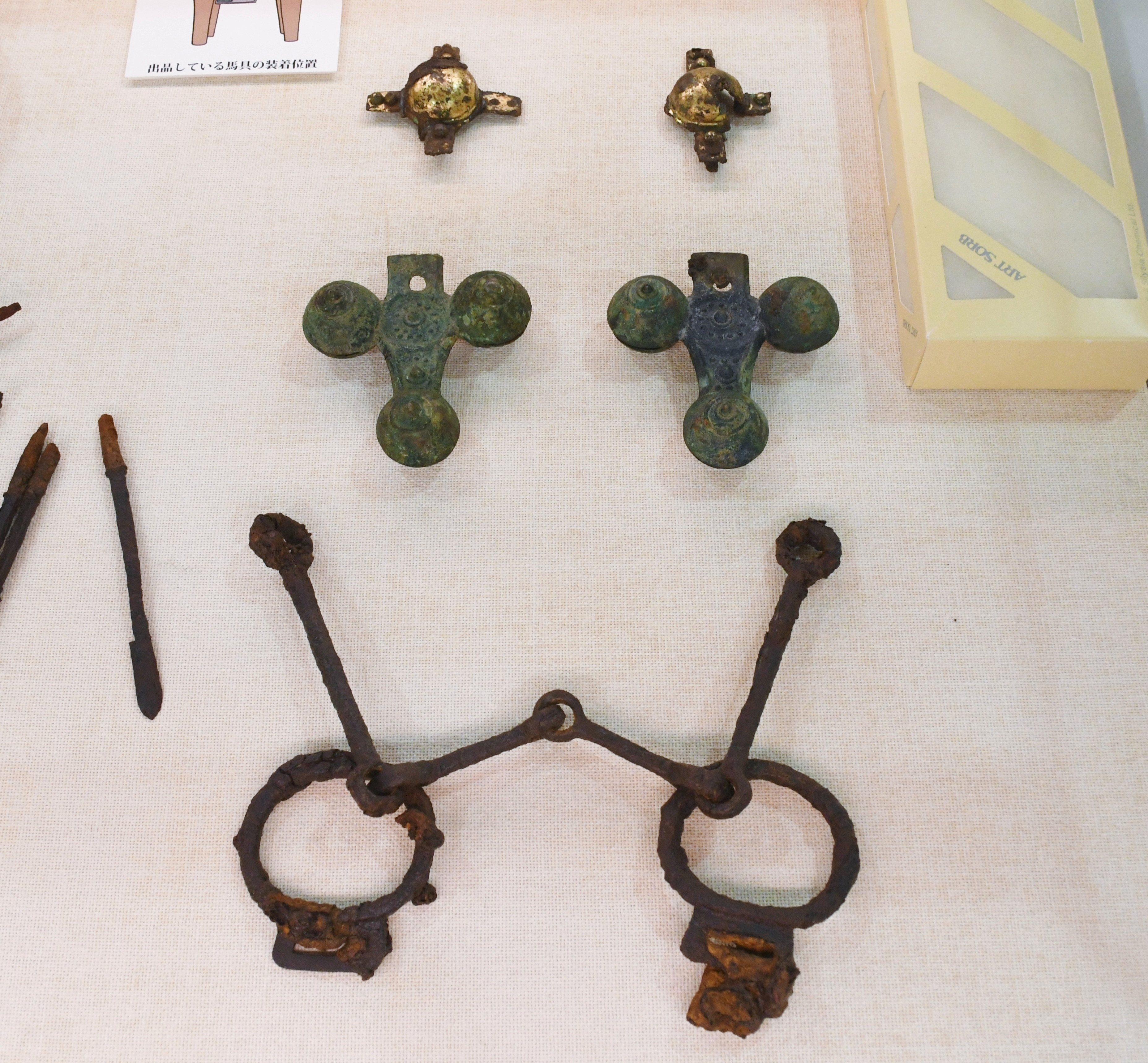
馬具
  - 大刀 3 - 単鳳環頭大刀1。
  - 鏃 約150
  - 刀子 4
  - 衝角付冑 1
  - 挂甲 1
- 馬具 一式
  - 轡
  - 鞍金具
  - 壺鐙
  - 辻金具
  - 杏葉
  - 馬鈴

- 武器・武具
- 馬具

## 文化財

### 益子町指定文化財
- 史跡
  - 天王塚古墳 - 1973年（昭和48年）2月7日指定[4]。

## 関連施設
- 早稲田大学會津八一記念博物館（東京都新宿区） - 益子天王塚古墳の出土品を保管・展示。

## 関連文献
（記事執筆に使用していない関連文献）
- 久保哲三「下野益子天王塚古墳調査予報」『古代』第18号、早稲田大学考古学会、1956年、13-17頁。
- 山田俊輔・米澤雅美・土屋隆史「益子天王塚古墳出土遺物の調査 円筒埴輪・鉄鏃」『早稲田大学會津八一記念博物館研究紀要』第9号、早稲田大学會津八一記念博物館、2007年、75-91頁。
- 持田大輔・中條英樹「益子天王塚古墳出土遺物の調査（2） 環頭大刀・馬具」『早稲田大学會津八一記念博物館研究紀要』第10号、早稲田大学會津八一記念博物館、2008年、67-89頁。
- 山田琴子・持田大輔「益子天王塚古墳出土遺物の調査（3） 衝角付冑」『早稲田大学會津八一記念博物館研究紀要』第11号、早稲田大学會津八一記念博物館、2009年、97-111頁。
- 青木弘・持田大輔「益子天王塚古墳出土遺物の調査（4） 人物埴輪」『早稲田大学會津八一記念博物館研究紀要』第12号、早稲田大学會津八一記念博物館、2010年、133-152頁。
- 山田琴子「益子天王塚古墳出土遺物の調査（5） 挂甲」『早稲田大学會津八一記念博物館研究紀要』第13号、早稲田大学會津八一記念博物館、2011年、135-149頁。